# 前325年
| 千纪： | 前1千纪 |
| 世纪： | 前5世纪 \| 前4世纪 \| 前3世纪 |
| 年代： | 前350年代 \| 前340年代 \| 前330年代 \| 前320年代 \| 前310年代 \| 前300年代 \| 前290年代                                                                                |
| 年份： | 前330年 \| 前329年 \| 前328年 \| 前327年 \| 前326年 \| 前325年 \| 前324年 \| 前323年 \| 前322年 \| 前321年 \| 前320年                                                  |
| 纪年： | 周顯王四十四年 魯景公十九年 齊威王三十二年 趙武靈王元年 魏惠王後十年 韓宣惠王八年 秦惠文君十三年 楚懷王四年 宋康王四年 衛嗣君十年 燕易王八年 越王無彊十八年 中山王三年 |

## 大事记
- 秦惠文王稱王。
- 衛平侯薨，子衛嗣君立。
- 馬其頓國王亞歷山大大帝從印度河流域撤走，在旁遮普設立總督。

## 出生
- 秦昭襄王，秦國君主（前251年逝世）。
- 歐幾里得，古希臘數學家，被稱為「幾何之父」。（前265年逝世）